# Limonium macrophyllum
Limonium macrophyllum är en triftväxtart som först beskrevs av Pierre Marie Auguste Broussonet och Spreng., och fick sitt nu gällande namn av Carl Ernst Otto Kuntze. Limonium macrophyllum ingår i släktet rispar, och familjen triftväxter. Inga underarter finns listade i Catalogue of Life.

## Bildgalleri

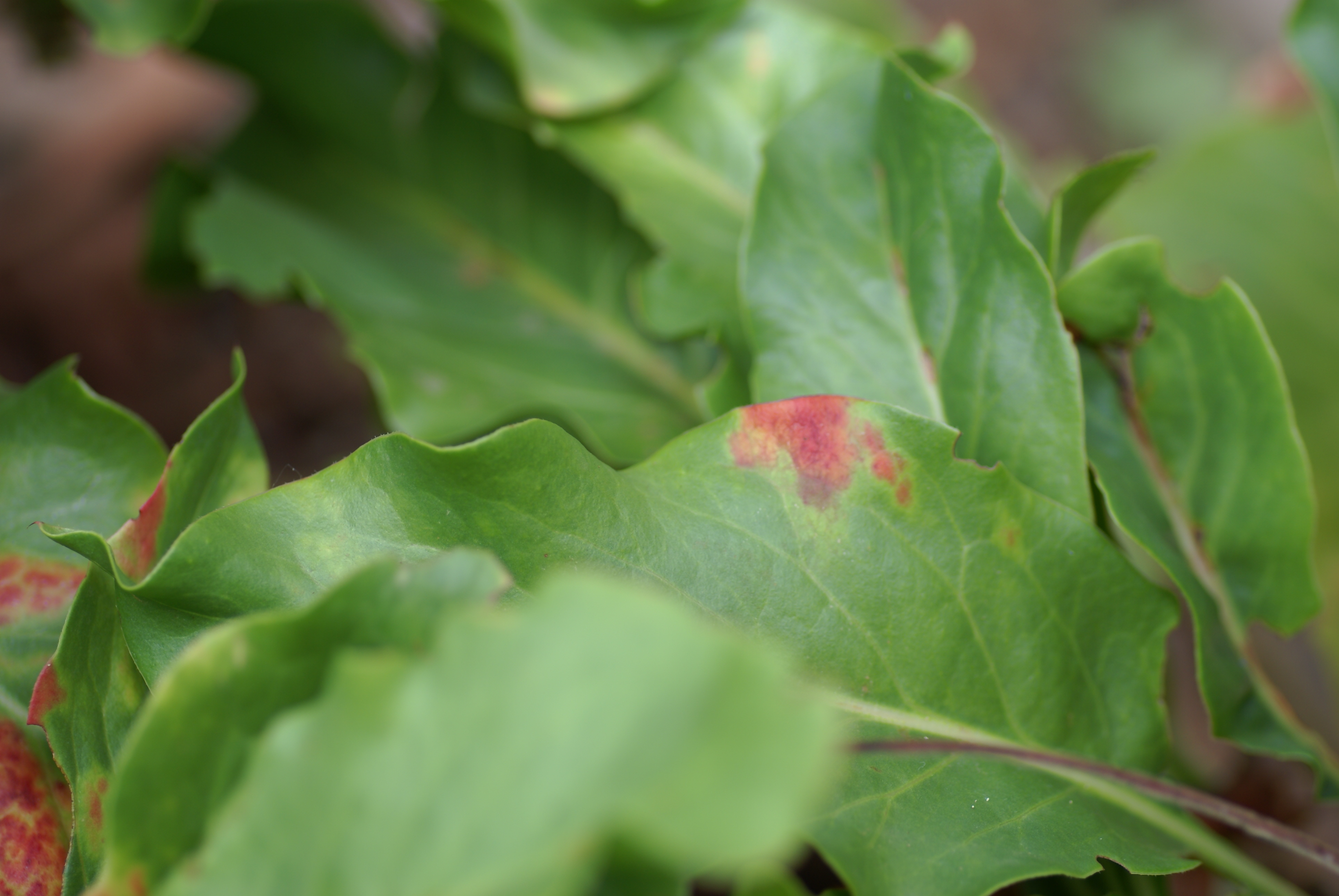
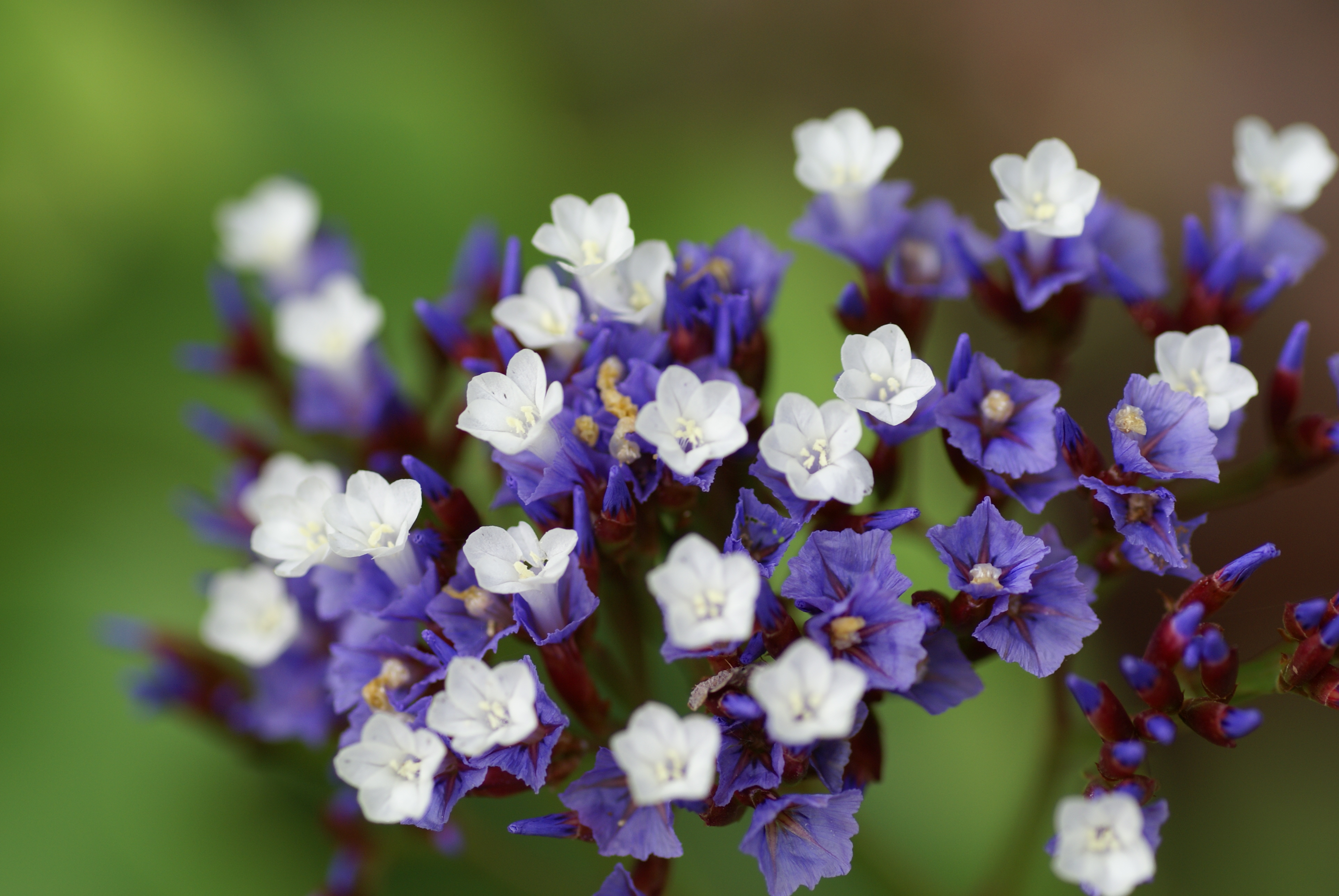
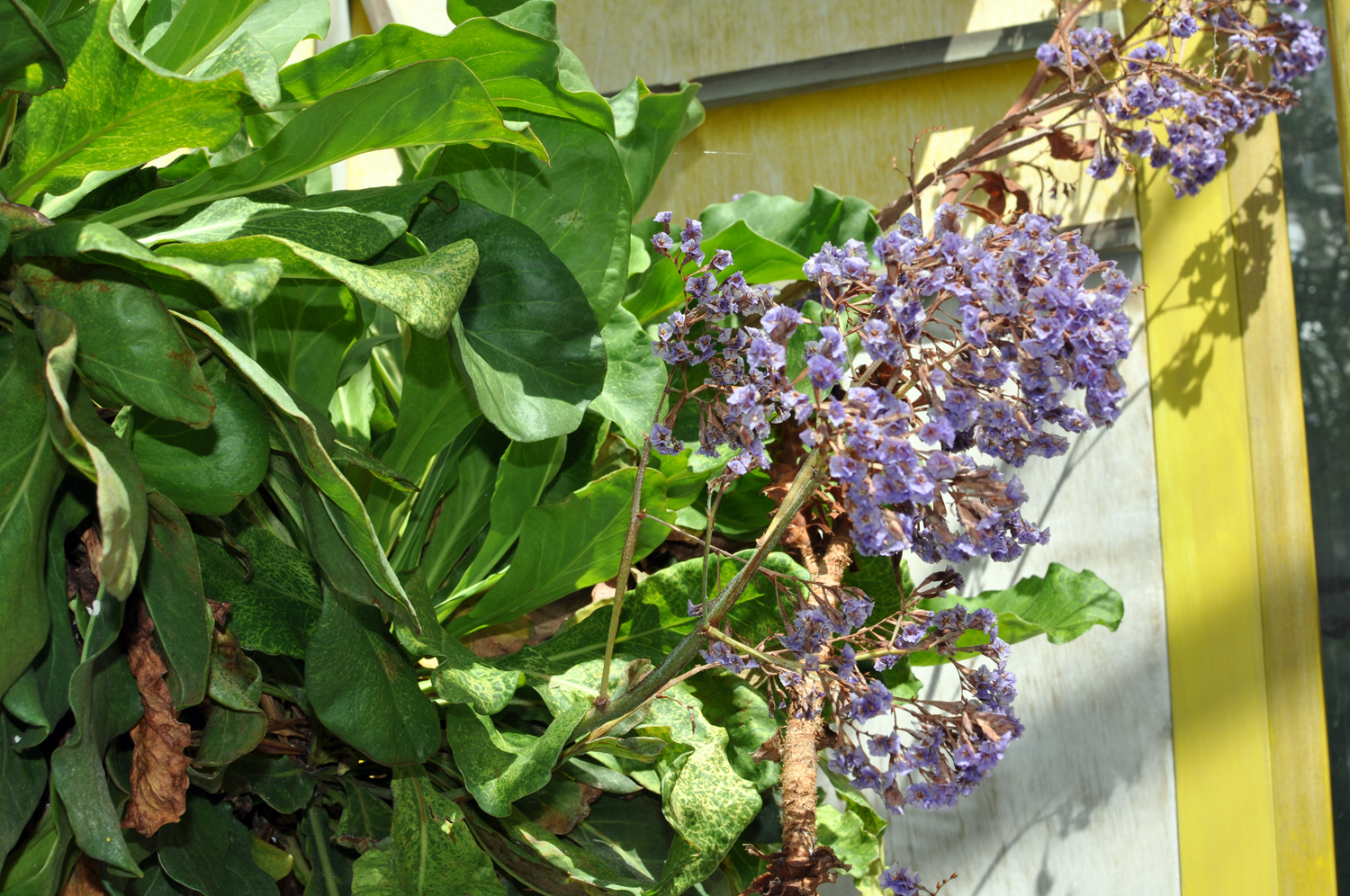